# Aldo Puglisi
Aldo Puglisi (Catania, 12 aprile 1935 – Catania, 19 luglio 2024) è stato un attore italiano.

## Biografia
Figlio d'arte (anche i suoi genitori furono attori catanesi, attivi negli anni Trenta), esordì nel cinema nel 1964, recitando in tre film: nella parte di Ciccio nell'episodio La vedova di 3 notti d'amore di Renato Castellani, in quella di Peppino Califano in Sedotta e abbandonata di Pietro Germi e in quella di Alfredo in Matrimonio all'italiana di Vittorio De Sica.
L'anno successivo ricoprì un ruolo minore - quello di un carabiniere - in Signore & signori di Pietro Germi, e tre parti in due film ad episodi: ne L'irreparabile, segmento de Gli amanti latini di Mario Costa, interpretò Saro, mentre in Letti sbagliati di Steno recitò sia in Quel porco di Maurizio che ne La seconda moglie.

Aldo Puglisi, a sinistra, con Saro Urzì, Stefania Sandrelli e sullo sfondo Lando Buzzanca in Sedotta e abbandonata (1964)

Nel 1967 ebbe ancora una parte, quella di Giorgio De Santis, in Peggio per me... meglio per te di Bruno Corbucci, prima della "tripletta" del 1968, quando fu uno degli emigranti siciliani ne La ragazza con la pistola di Mario Monicelli, Tiberio, fidanzato di Gianna, in Vacanze sulla Costa Smeralda di Ruggero Deodato e la voce di Dio (senza dunque apparire sullo schermo) nell'episodio La sequenza del fiore di carta di Pier Paolo Pasolini in Amore e rabbia.
Dopo la parte del ragionier Licasio in Un caso di coscienza di Giovanni Grimaldi (1969), nel 1971 Puglisi fu chiamato due volte da Pasquale Festa Campanile, anche se per ruoli minori: quello di un chimico ne Il merlo maschio e quello di Zog in Quando le donne persero la coda.
Nel 1972 l'attore siciliano interpretò il ruolo di Carmelino, l'autista del senatore Puppis, in Nonostante le apparenze... e purché la nazione non lo sappia... All'onorevole piacciono le donne di Lucio Fulci, mentre nel 1973 fu chiamato per una parte minore in Vogliamo i colonnelli, ancora con Monicelli. 
Nel 1974 fece parte del cast di Travolti da un insolito destino nell'azzurro mare d'agosto di Lina Wertmüller, ma la sua carriera era già in fase calante: nei due anni successivi fu scelto per interpretare Fernando ne Il giustiziere di mezzogiorno di Mario Amendola (1975) e per un episodio di Prima notte di nozze di Corrado Prisco (1976), ma poi non prese parte ad alcun film per quattro anni.
Il suo ritorno come interprete cinematografico si ebbe nel 1980, per interpretare la parte del tenente che arresta il produttore Bonivento in Arrivano i gatti di Carlo Vanzina. Nel 1997 apparve nel documentario L'uomo dal sigaro in bocca, un cortometraggio di Mario Sesti.
Nel 1998 ebbe ancora una parte nell'episodio Prova d'appello della serie TV Avvocati, prima di essere chiamato nuovamente per due film nello stesso anno: nel 2003 ricoprì il ruolo del perito in Segreti di Stato di Paolo Benvenuti e quello di Spoletta in Tosca e altre due di Giorgio Ferrara. Il 17 dicembre 2010 fu ospite di una puntata della trasmissione I migliori anni, condotta da Carlo Conti.
Morì il 19 luglio 2024 all'ospedale di Catania per complicazioni polmonari da Covid-19 all'età di 89 anni; i funerali si svolsero nella chiesa di Santa Maria di Gesù a Catania quattro giorni dopo.

## Filmografia

### Cinema
- 3 notti d'amore, regia di Renato Castellani (1964)
- Sedotta e abbandonata, regia di Pietro Germi (1964)
- Matrimonio all'italiana, regia di Vittorio De Sica (1964)
- Gli amanti latini, regia di Mario Costa (1965)
- Letti sbagliati, regia di Steno (1965)
- Signore & signori, regia di Pietro Germi (1966)
- Peggio per me... meglio per te, regia di Bruno Corbucci (1967)
- La ragazza con la pistola, regia di Mario Monicelli (1968)
- Vacanze sulla Costa Smeralda, regia di Ruggero Deodato (1968)
- Amore e rabbia, regia di Pier Paolo Pasolini (1968) - voce
- Un caso di coscienza, regia di Giovanni Grimaldi (1969)
- Il merlo maschio, regia di Pasquale Festa Campanile (1971)
- Quando le donne persero la coda, regia di Pasquale Festa Campanile (1971)
- Nonostante le apparenze... e purché la nazione non lo sappia... All'onorevole piacciono le donne, regia di Lucio Fulci (1972)
- Vogliamo i colonnelli, regia di Mario Monicelli (1973)
- Travolti da un insolito destino nell'azzurro mare d'agosto, regia di Lina Wertmüller (1974)
- Il giustiziere di mezzogiorno, regia di Mario Amendola (1975)
- Prima notte di nozze, regia di Corrado Prisco (1976)
- Arrivano i gatti, regia di Carlo Vanzina (1980)
- L'uomo dal sigaro in bocca, regia di Mario Sesti – documentario (1997)
- Segreti di stato, regia di Paolo Benvenuti (2003)
- Tosca e altre due, regia di Giorgio Ferrara (2003)
- Quell'estate felice, regia di Beppe Cino (2007)

### Televisione
- L'ombra nera del Vesuvio, regia di Steno – miniserie TV (1987)
- Avvocati – serie TV (1998)
- Ultimo - L'infiltrato, regia di Michele Soavi – miniserie TV (2004)

## Doppiatori italiani
- Pino Caruso in La ragazza con la pistola
- Renato Cortesi in Quando le donne persero la coda
- Oreste Lionello in Nonostante le apparenze... e purché la nazione non lo sappia... All'onorevole piacciono le donne
- Michele Gammino in Arrivano i gatti